# Dicranomyia waitakeriae
Dicranomyia waitakeriae är en tvåvingeart som först beskrevs av Alexander 1952.  Dicranomyia waitakeriae ingår i släktet Dicranomyia och familjen småharkrankar. Inga underarter finns listade i Catalogue of Life.